# Breakout (jeu vidéo, 1976)
Pour les articles homonymes, voir Breakout.
Breakout est un jeu d'arcade dérivé de Pong, commercialisé par Atari Inc. en 1976. Il s'agit du tout premier jeu de casse-briques. Il fut adapté sur la console Atari 2600 en 1978.

## Système de jeu
Dans Breakout, plusieurs lignes de « briques » sont alignées dans le haut de l'écran de jeu. Une balle traverse l’écran, rebondissant sur les côtés et le haut. Lorsque la balle touche une brique, elle rebondit et la brique disparaît. Le joueur possède une raquette qu'il peut déplacer latéralement afin de faire rebondir la balle vers le haut. Il perd une vie quand la balle touche le bas de l’écran.
Breakout signifie évasion en anglais, le mur de brique symbolisant celui d'une prison.

## Historique
En plein dans la course des années 1970 dédiée au développement des jeux d’arcade, Nolan Bushnell et Steve Bristow, créateur de Tank, pensent au concept de Breakout comme une variante de Pong en jeu solo tout en s'inspirant du racquetball, sport de fitness des années '70. Bushnell et Allan Alcorn donnent le projet à Steve Jobs, recrue d'Atari depuis deux ans et tout juste revenu de son pèlerinage en Inde. Les avis au sujet du concept divergent par ailleurs, puisque Steve Jobs prétendra par la suite avoir eu l'idée de Breakout, ce à quoi Bushnell répondra « Perhaps he did. ».
La borne d'arcade dessinée par Nolan Bushnell est conçue à la base par Steve Jobs et Steve Wozniak, les fondateurs ultérieurs d'Apple. Celle-ci possède un écran monochrome sur lequel sont collées des bandes de plastique transparent colorées à l'emplacement des briques afin de les faire apparaître en couleur. Jobs charge son ami Wozniak de réaliser le circuit électronique, tandis qu'il s'occupe de la partie logicielle. Dans un souci d'économie, Bushnell a posé un challenge à Jobs : il estime à l'époque que chaque composant supplémentaire dans le circuit d'un jeu  coûte 100 000 $ en frais de production, réparation et maintenance. Bushnell promet alors un bonus de 100$ pour chaque composant retiré,. Ce travail d'optimisation est réalisé en grande partie par Wozniak, qui arrive à descendre jusqu'à une vingtaine de composants. Cependant le résultat est bien trop complexe pour que quiconque puisse reprendre ses travaux. Le résultat final sera composé d'une centaine de composants,.
Jobs aurait dit à Wozniak qu'Atari paierait 700$, tarif habituel, et lui stipula qu'il avait quatre jours pour achever le projet; alors qu'aucune limite de temps de la part d'Atari ne fut fixée. Jobs avait tout simplement un avion à prendre.
Au bout de quatre jours et quatre nuits, Allan Alcorn découvre le prototype sur son bureau: "J'étais très surpris ! Je ne savais pas qu'il était en développement, d'autant que je savais que Jobs n'était pas ingénieur. J'ai vite compris que Wozniak était derrière".
La version de Wozniak exploite la mémoire vive pour stocker et suivre les briques, ne possède pas de son, pas de contrôles de coin-op ni de mode deux joueurs. La tâche d'adaptation échoue à Cyan Engineering, une société basée à Grass Valley, Californie. La version commerciale, "virtuellement identique" selon Steve Wozniak, est mise au point par Gary Waters.
Le travail accompli, Jobs empoche selon Bushnell 5 000 $ et en reverse 375 $ à Wozniak. Wozniak n'apprendra que plus tard l'arnaque de Jobs, se disant déçu de ce geste, bien que l'argent ait finalement servi à financer les débuts d'Apple.

## Accueil
Le jeu est un succès, publié comme borne d'arcade en avril 1976. En 1978, la version arcade originale de Breakout a été officiellement portée sur plusieurs systèmes, telles la Video Pinball et l'Atari 2600. Le jeu a connu depuis un nombre élevé de clones, le plus connu étant probablement Arkanoid de Taito.
Le jeu est l'une des entrées de l'ouvrage Les 1001 jeux vidéo auxquels il faut avoir joué dans sa vie

## Versions
Le jeu est suivi par Super Breakout, créé par Ed Logg.
Le jeu est porté sur Game Boy en octobre 1996 (dans une compilation nommée Arcade Classics: Super Breakout / Battlezone) et sur Game Boy Advance (dans une compilation incluant Millipede et Lunar Lander).
Ce jeu est ressorti sur Nintendo DS dans la compilation Retro Atari Classics.